# Carolina De Salvo
 (mai 2018).
Si vous disposez d'ouvrages ou d'articles de référence ou si vous connaissez des sites web de qualité traitant du thème abordé ici, merci de compléter l'article en donnant les références utiles à sa vérifiabilité et en les liant à la section « Notes et références ».
Carolina De Salvo, née en 1981 à Palerme, est une réalisatrice et présentatrice de télévision italienne.

## Biographie
Après son baccalauréat, Carolina De Salvo  se rend à Paris pour étudier l’Histoire de l’Art à l’Université Panthéon-Sorbonne. Elle fait ses débuts à la télévision comme assistante de réalisation, enquêtrice et traductrice en travaillant avec France Télévisions  dans des magazines de voyage comme Thalassa ou Échappées belles, Arte, le groupe Canal+ avec Les Nouveaux Explorateurs, Planète+ Thalassa  et Carolina au cœur de la vie sauvage.
En même temps elle passe à la réalisation de sujets notamment pour Faut pas rêver et Thalassa, émission pour laquelle elle incarne des « Carnets de route » et signe plusieurs reportages.
De 2011 à 2015, elle présente une émission hebdomadaire sur la chaîne Planète Thalassa.
À partir de novembre 2017, elle rejoint Philippe Gougler à la présentation de Faut pas rêver sur France 3, émission pour laquelle elle a travaillé en tant que réalisatrice auparavant.

## Émissions de télévision
- 2014-2015 : Carolina au cœur de la vie sauvage sur Planète Thalassa
- depuis 2017 : Faut pas rêver sur France 3